# Himantandraceae
Himantandraceae là một họ thực vật hạt kín. Họ này được nhiều nhà phân loại học công nhận.
Hệ thống APG III năm 2009 (không đổi so với Hệ thống APG II năm 2003 và Hệ thống APG năm 1998), cũng công nhận họ này và gán nó vào bộ Magnoliales trong nhánh magnoliids. Họ chỉ bao gồm 1 chi có danh pháp Galbulimima F.M.Bailey (đồng nghĩa: Himantandra, F.Muell. ex Diels), gồm 2 loài cây gỗ và cây bụi có chứa tinh dầu, sinh sống tại khu vực nhiệt đới tại Celebes, New Guinea và Australia. Quan hệ họ hàng gần với họ Degeneriaceae. Lá mọc so le hay thành vòng, có cuống, mép lá nguyên, gân lá hình lông chim, không có lá kèm. Hoa lưỡng tính. Bao hoa với đài và tràng hoa phân biệt. Nhị 15-35, bộ nhụy 6-10 lá noãn. Bầu nhụy thượng. Đính noãn đỉnh. Quả dày cùi thịt, dạng quả tụ.